# Telar

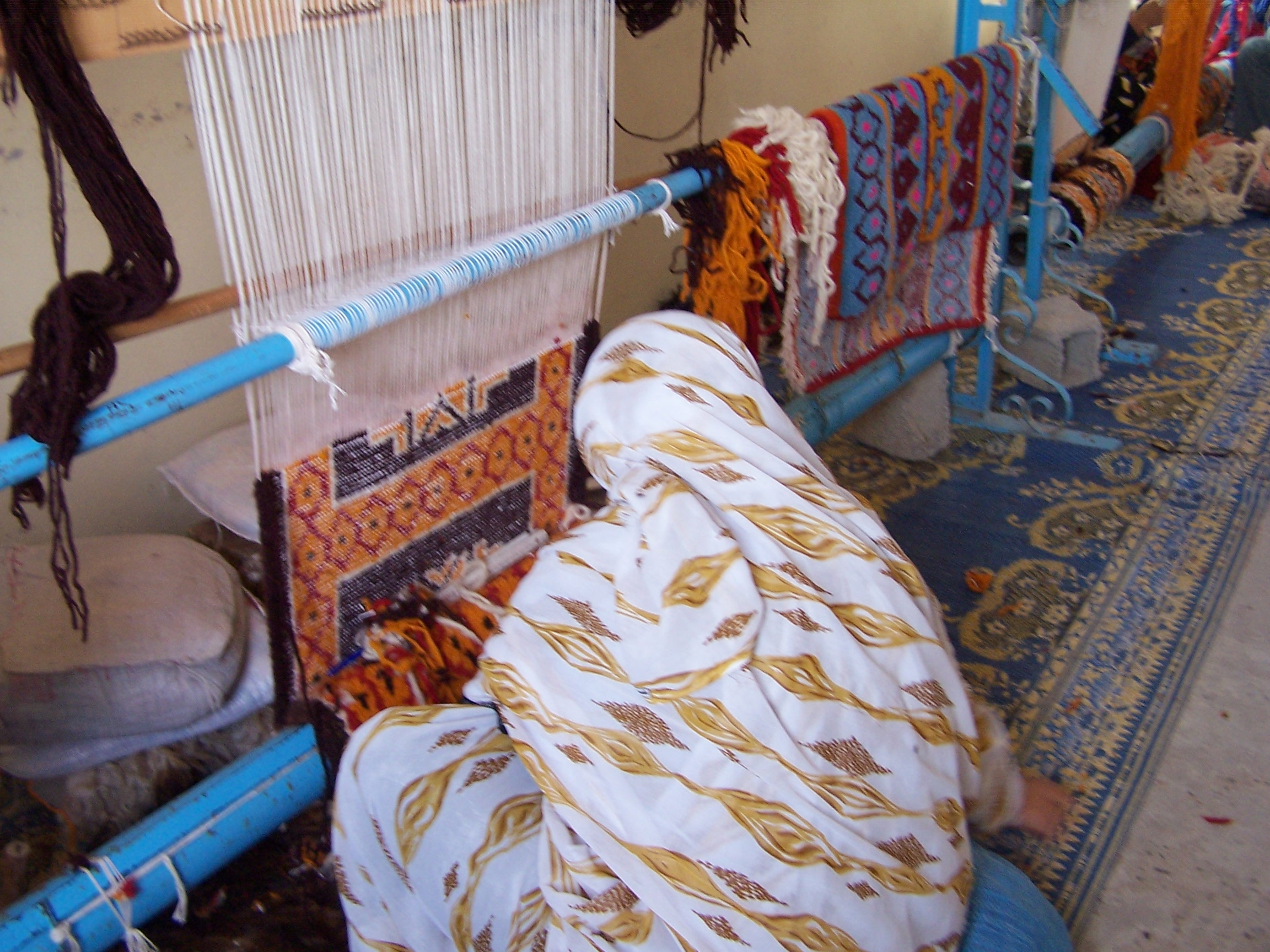
Telares tradicionales en una asociación femenina en el parque nacional de Souss-Massa, Marruecos.

El telar es una máquina para tejer, construida con madera o metal, en la que se colocan unos hilos paralelos, denominados urdimbres, que deben sujetarse por ambos extremos. Mediante un mecanismo, estos hilos son elevados individualmente o en grupos, formando una abertura denominada calada, a través de la cual pasa la trama.
Puede ser artesanal o industrial. Los telares artesanales se clasifican en tres grandes familias: bastidores, verticales y horizontales. Los telares industriales se clasifican según el tipo de tejido que producen: hay planos, circulares y textiles.

## Telares artesanales
| Elementos de un telar de suelo de pedal |
| |
| 1. Marco de madera 2. Asiento para el tejedor 3. Warp beam- let off 4. Hilos de urdimbre 5. Haz trasero o platena 6. Varillas – usados para hacer una calada 7. Marco de lizo - también denominado arnés 8. Lizo- también denominado "el ojo" 9. Lanzadera con hilo de trama 10. Calada 11. Tela completada 12. Haz de pecho 13. Batidora con peine de rejilla 14. Ajuste de batidora 15. Pedales 16. Receptor rodante de tejido |

Los bastidores son todos aquellos marcos de madera cuadrados, rectangulares, triangulares y hexagonales, con medida menor a 50 × 70 cm, para hacer tejidos planos - no elásticos. Los bastidores circulares y el llamado erróneamente "maya" (en realidad, "de malla") son para hacer tejido de punto —elástico—.
Los verticales son rectángulos de madera, que se sostienen verticalmente sobre una base y que a veces tienen una tabla, a manera de asiento, adicionada a sus vigas verticales. Se utilizan principalmente para fabricar tapices, tapetes y cojines en tejido anudado.
Los horizontales son máquinas con marcos de madera que contienen las agujas o mallas por donde pasan cientos y miles de hilos para tejer la tela, principalmente en algodón o utilizando la lana de los camélidos andinos (guanaco, llama, alpaca o vicuña), también las de oveja y cabra.

## Telares industriales

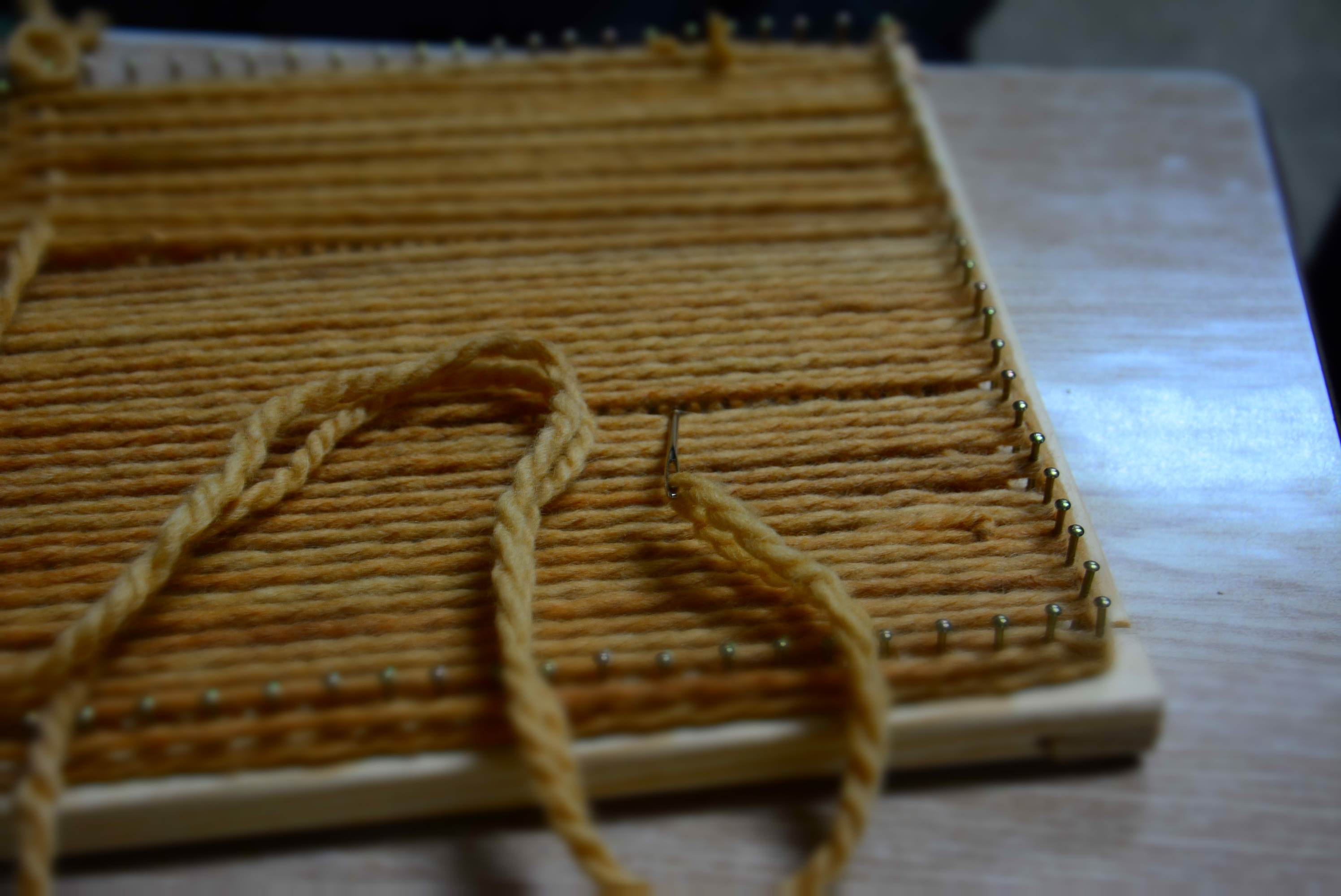
Para realizar un telar con lana teñida, en primera instancia se debe realizar una salida al campo y buscar plantas autóctonas de la Patagonia con propiedades tintóreas. Se puede recolectar zampa, vidriera, yaoyin, calafate, molle, entre otras. El siguiente paso consiste en lavar e hilar la lana para luego teñirla utilizando una olla con agua hirviendo, en la que se introduce la planta. Una vez obtenido el color deseado, se utiliza la lana para confeccionar el telar, construido con madera y clavos y pillas.

Los telares industriales planos tejen telas con base en los tres ligamentos básicos: tafetán, sarga y raso.

## Funcionamiento

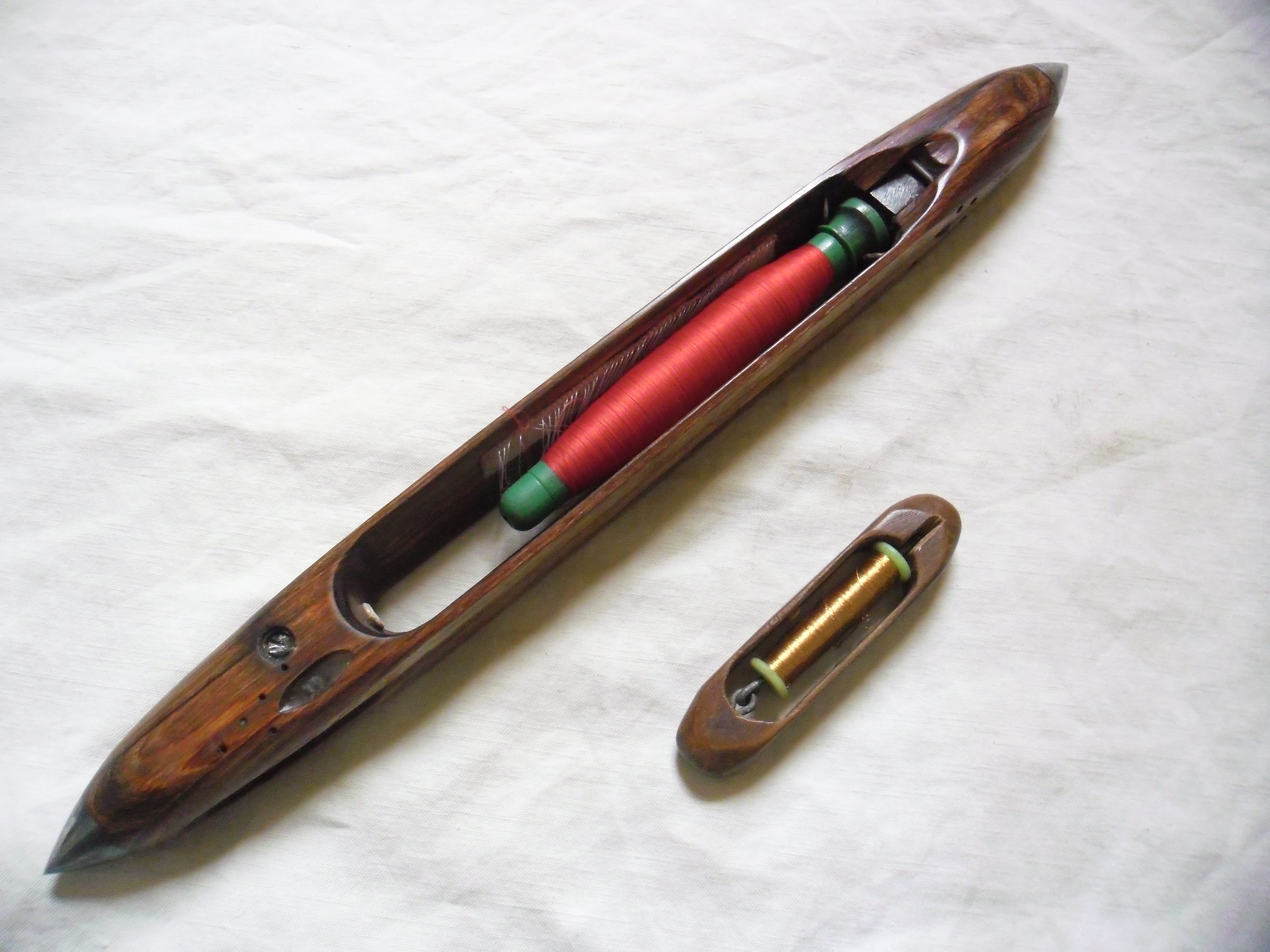
Lanzaderas

En los telares para tejido plano o rectangulares, los hilos base, sobre los cuales se teje son la urdimbre, se colocan verticalmente. Los hilos con los cuales se teje, colocados horizontalmente, se denominan trama. El tejido o tisaje es un proceso por el cual se va pasando la urdimbre por arriba y debajo de la trama, cruzándola. Con este cruzamiento entre trama y urdimbre se consigue la tela.

### Ejemplo de operación de un telar artesanal
- Telar en pleno funcionamiento.
- Las pesas de telas y la lanzadera en acción.
- Bobinado de lana con ayuda de una rueda de bicicleta.

## Historia
Existen diferentes versiones sobre la invención del telar. La tradición china ubica su invención en la época del Emperador Amarillo, mientras que algunos han asegurado que el telar fue inventado por los indígenas sudamericanos. Otros especulan que fue desarrollado en el periodo neolítico en Mesopotamia.
El telar de pedal fue inventado en el siglo X, en la temprana Edad Media.  El clérigo escocés William Lee inventó el primer telar para medias en 1589. El telar de Jacquard automático fue inventado en 1801 por Joseph Marie Jacquard, y una versión del telar mecánico (el cual jugó un papel importante en la revolución industrial) fue inventada por el clérigo inglés Edmund Cartwright en 1784. Ésta fue patentada un año después, pero debido a fallos, Cartwright desarrolló su versión definitiva en 1789, la cual sirvió de modelo para desarrollos posteriores.
Charles Babbage, con ayuda de Augusta Lee, descubrió un patrón para tarjetas perforadas por medio del telar, lo cual contribuyó a la idea de la computadora.

## Telar de cintura

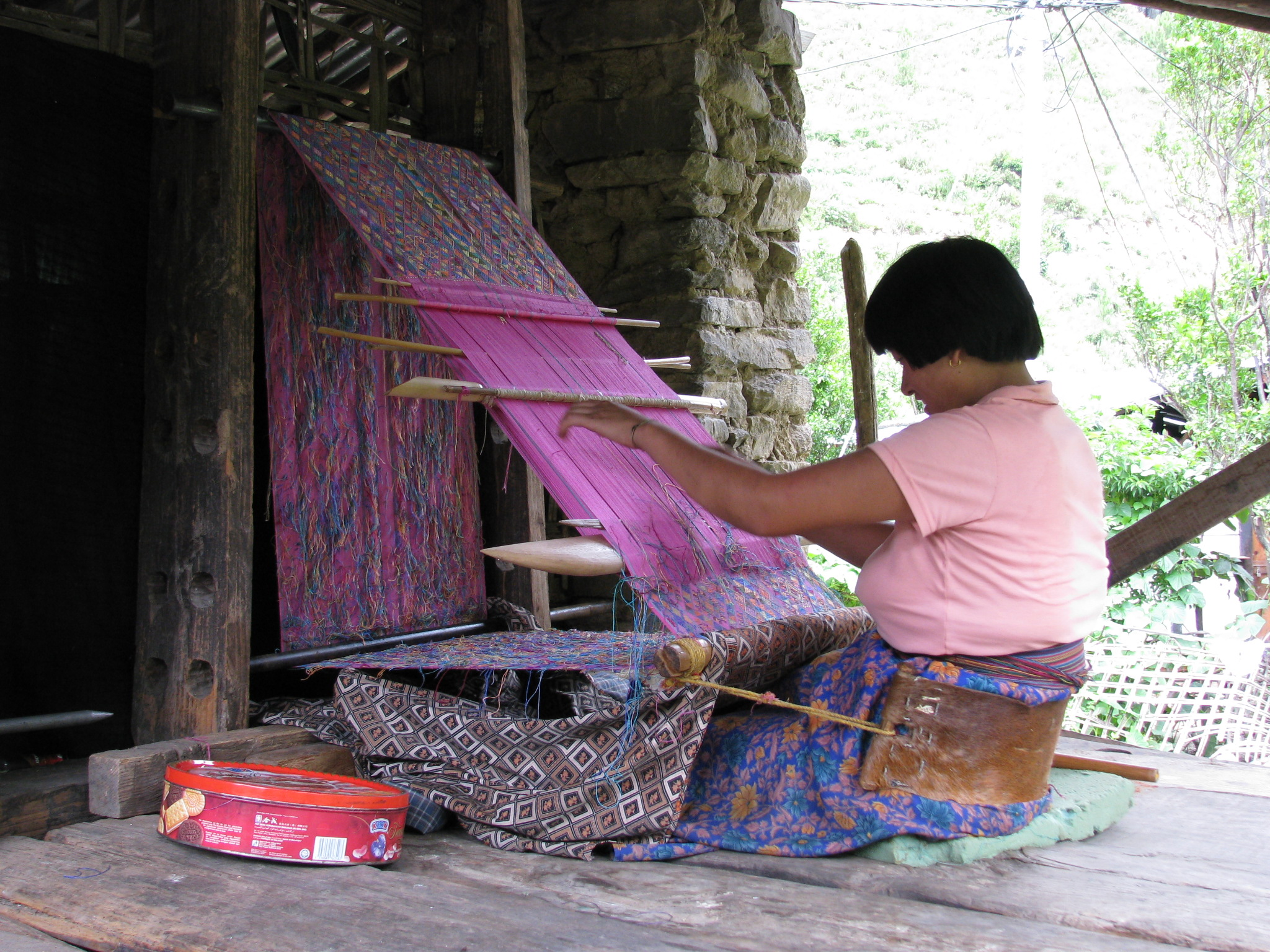
Tejedora con telar de cintura. Nótese la faja en el sector bajo de su espalda.

El telar de cintura es un telar simple que tiene sus raíces en civilizaciones antiguas. Los textiles producidos en las culturas de los Andes, que todavía se fabrican hoy con el telar de cintura, se originaron hace miles de años con el mismo proceso de telar de cintura. Consiste en dos palos (enjulios) entre los que se estiran las urdimbres. Un enjulio está sujeto a un objeto fijo y el otro a la tejedora, generalmente por medio de una faja que pasa alrededor de su espalda. La tejedora se inclina hacia atrás y usa el peso de su cuerpo para tensar el telar. En los telares tradicionales, las dos caladas principales se manejan por medio de un rollo de calada sobre el que pasa un juego de urdimbres y lizos de hilo continuo que encierran cada una de las urdimbres en el otro conjunto. Para abrir la calada controlada por los lizos de hilo, el tejedor relaja la tensión en las urdimbres y levanta los lizos. La otra calada generalmente se abre simplemente llevando el rollo de la calada hacia el tejedor.
En este telar se pueden tejer tejidos simples y complejos. El ancho se limita a la distancia que puede alcanzar el tejedor de lado a lado para pasar la lanzadera. En la actualidad, los pueblos indígenas de todo el mundo tejen textiles con efecto de urdimbre, a menudo decorados con intrincados patrones recogidos tejidos en técnicas de urdimbre  complementarias y complementarias. Producen cosas como cinturones, ponchos, bolsos, cintas para sombreros y paños para llevar. El patrón de trama complementario y el brocado se practican en muchas regiones. Los tejidos equilibrados también son posibles en el telar de cintura. Hoy en día, los kits de telar de cintura producidos comercialmente a menudo incluyen un lizo rígido.

## Galería

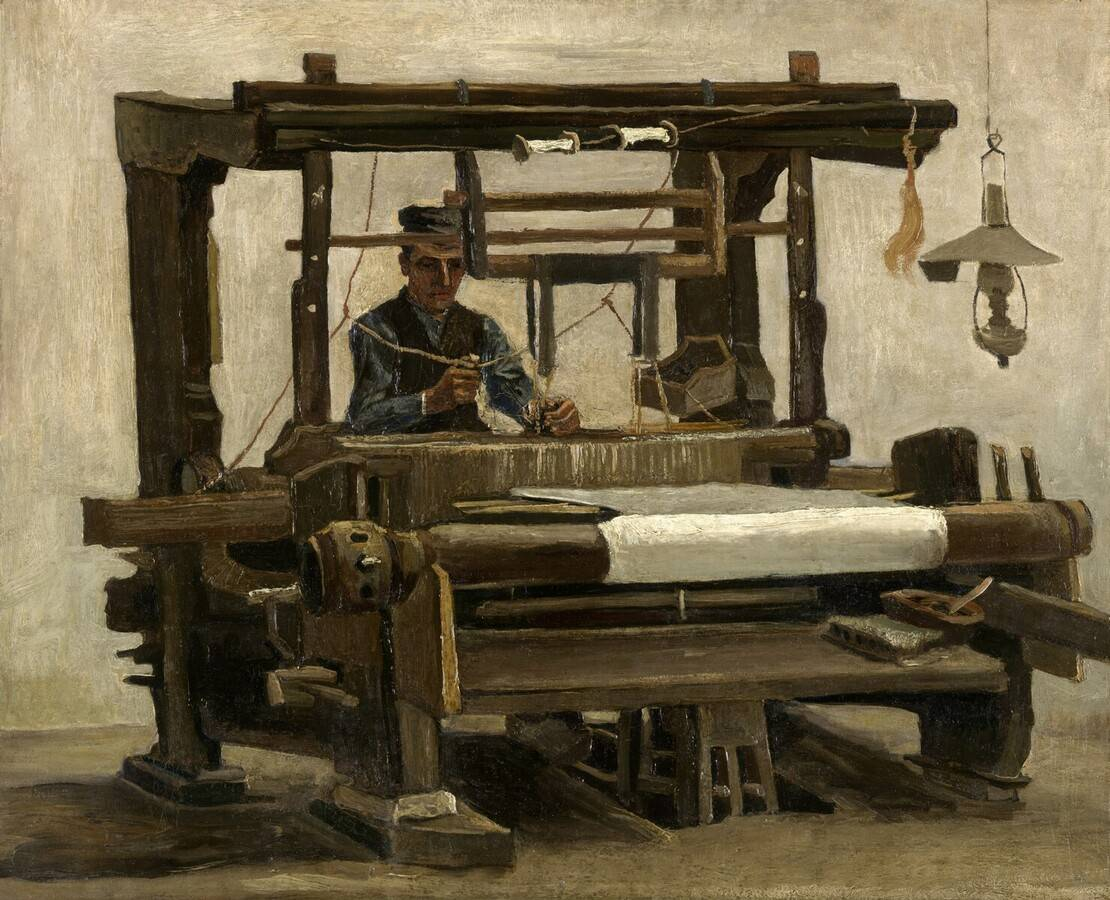
Cuadro de van Gogh que ilustra a un tejedor trabajando en un telar.
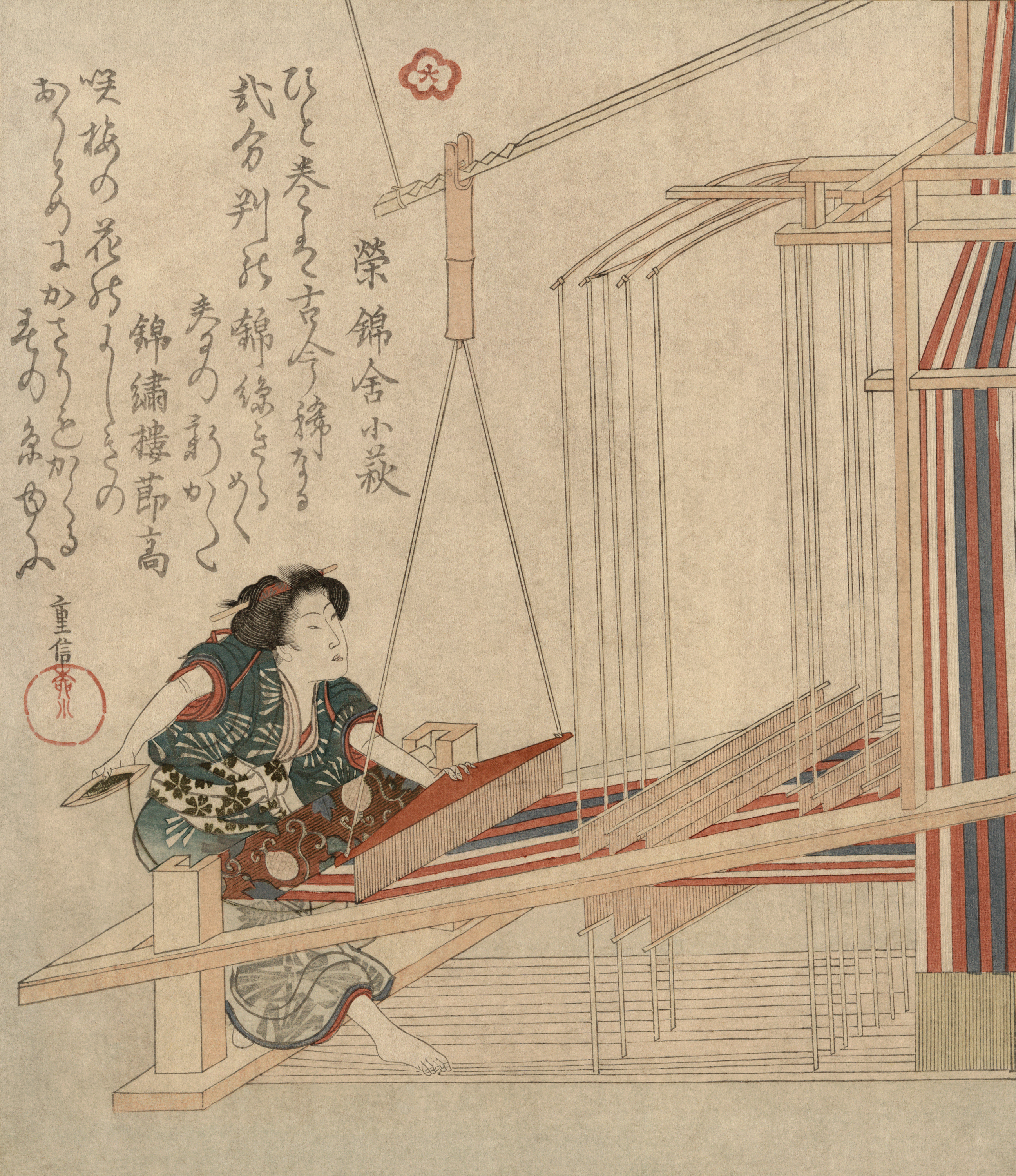
Un telar japonés del siglo XIX, con varios lizos, que el tejedor controla con el pie.
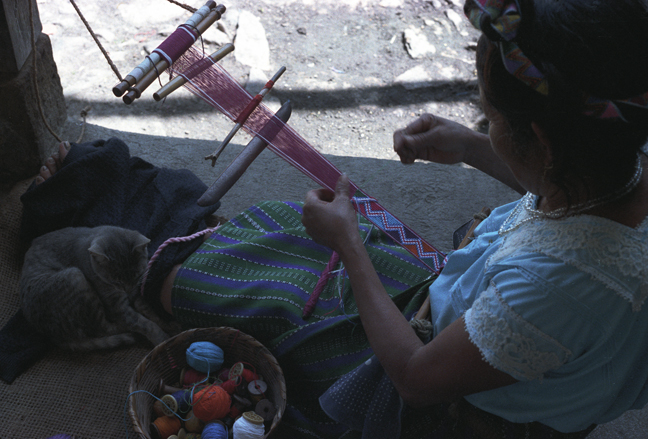
Un maya jakalteko teje una cinta para el pelo con el telar de cintura, en Jacaltenango, Guatemala.
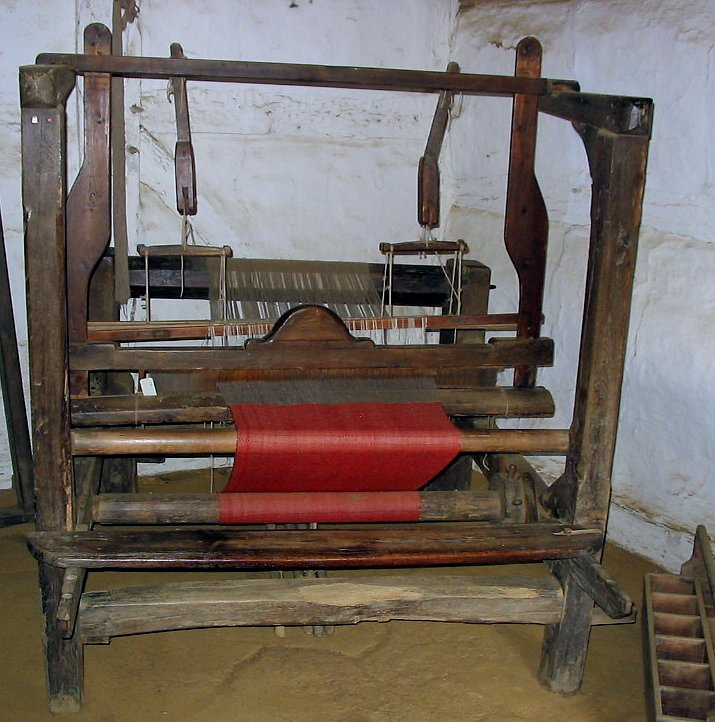
Telar de mano en Hjerl Hede, Dinamarca, mostrando hilos de urdimbre grisáceo (detrás) y telas tejidas con hilo de relleno rojo (delante).
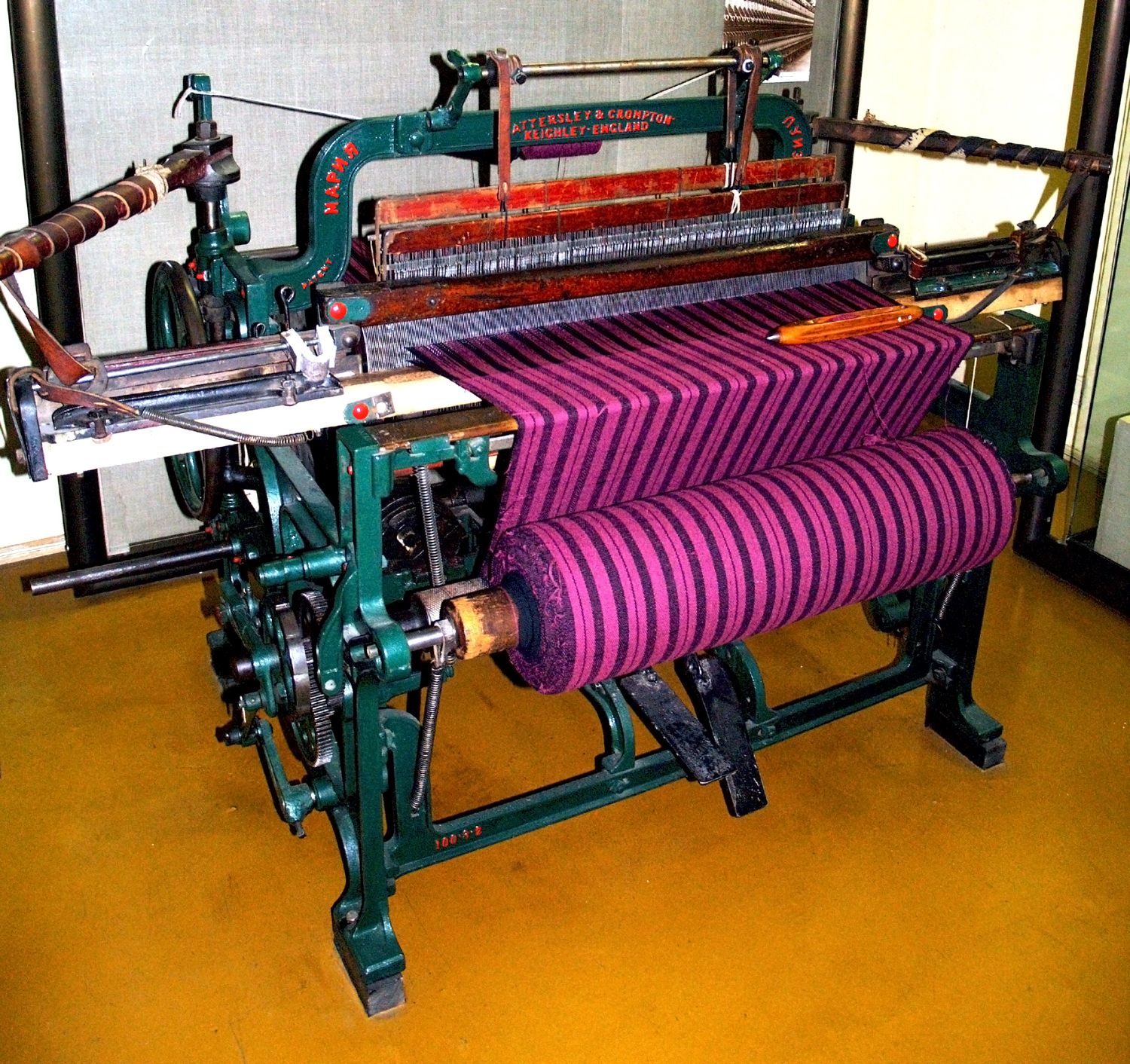
Un Hattersley & Sons operado por un pedal, telar doméstico, construido bajo licencia en 1893, en Keighley, Yorkshire.
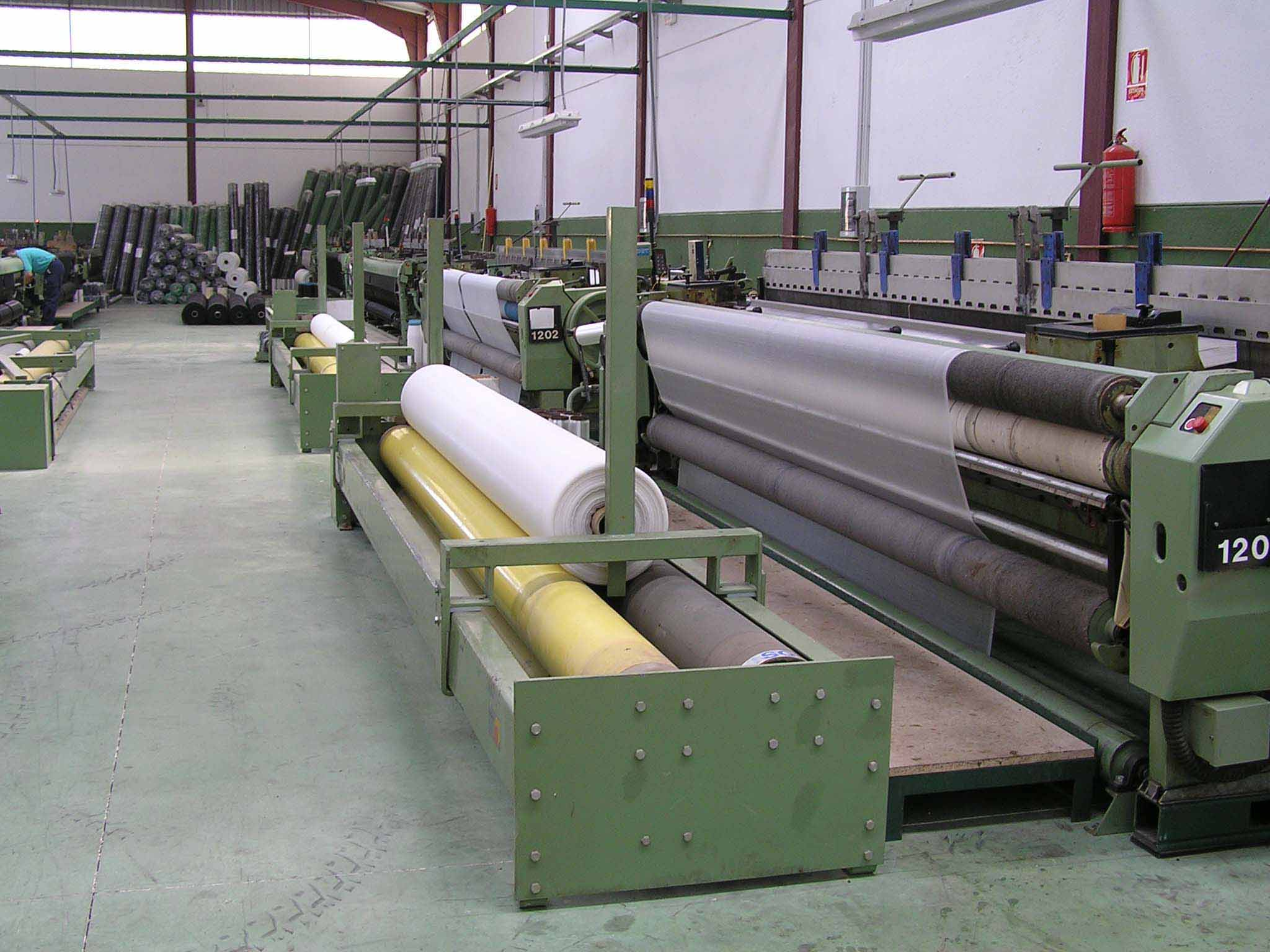
Telar mecánico, en España.